# Adolphe Ledhuy
Adolphe Ledhuy (1803 - 1866) fou un músic francès del temps del Romanticisme 1-2.
Es distingí pel seu humorisme. Va escriure diverses obres: Principes de musique écrits pour servir de grammaire à ceux qui veulent apprendre la musique... (1830); Entretiens sur la musique (1834); Traité de musique divisé en deux parties, théorie et solfège (1834); Nouveau manuel simpliflé de musique, ou Grammaire des principes de cet art (1839). També se li atribueix el Dictionnaire aristocratique et démocratique et mistigorieux de musique, que signa Chrysostauphe Cledecu.